# مناره

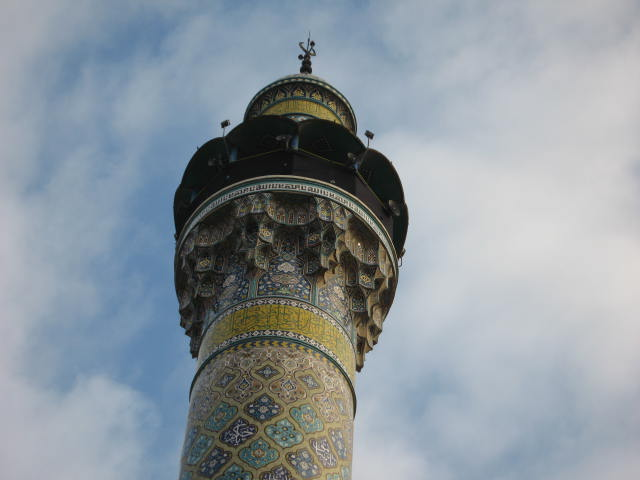
نمایی از مناره حرم زینب دختر علی ابن ابیطالب در دمشق

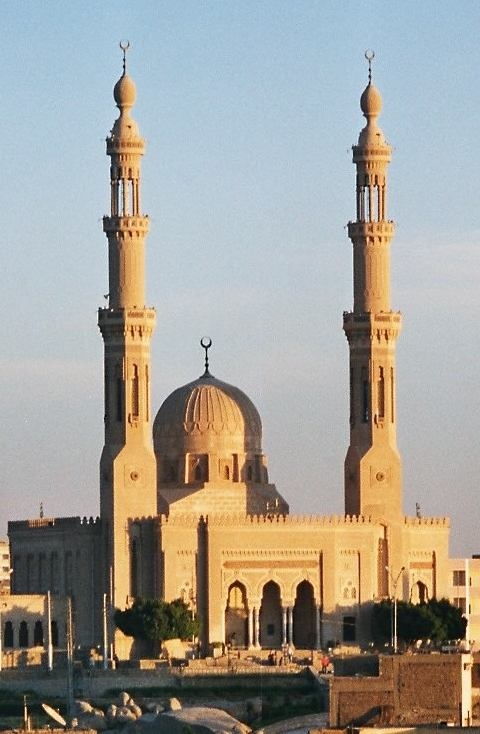
مسجد الطابیة در اسوان، مصر

مِنارِه یا گُل‌دَستِه یک گونه از برج است و اکنون از اجزاء معماری اسلامی است که بیشتر در مسجدها به‌کار می‌رود. پیش از اسلام، آتش مقدس زرتشتیان روی مناره‌ها روشن می‌شد که با شعلهٔ طلایی خود مسیر کاروان‌ها را مشخص می‌کرد. مناره‌ها با وجود آن‌که عناصری باریک و کم‌تعادل به نظر می‌رسند اما بسیار پُردوام بودند. علت این دوام را می‌توان در محدودیت بام آن و نفوذ کمتر برف و باران دانست. همچنین شکل مخروطی و استوانه‌ای آن، عامل مقاومت در برابر زمین‌لرزه است. به‌صورتی‌که وقوع زمین‌لرزه با جذب نوسانات رفت و برگشت نیروهای پرشی پایه، از تراز کف تا تراز فوقانی خود از میزان نوسانات ناشی از زمین‌لرزه کم می‌شود.

## واژه‌شناسی
مناره. [م َ رَ / رِ] (از ع، اِ) منار و جوتره؛ و فنار. (ناظم الاطباء). نشان که در راه از سنگ و خشت برپا کنند و در اصل لغت به معنی چراغ پایه باشد ظاهراً وجه تسمیه آن باشد که سابق برای راه یافتن مسافران چراغی بر مناره می‌افروختند، زیرا که در بلاد عرب به شب‌ها می‌روند.
مناره از ریشهٔ «نار» می‌آید و به معنای محل مشخصی است که روی آن آتش روشن می‌کنند.

## کاربرد
مناره‌ها سه کاربرد اصلی دارند:
- میل راهنما: برای راهنمایی کاروان‌ها در مسیر جاده‌ها و نشان دادن مکانهای اصلی بافت شهری.[۲]
- اذان‌گویی و خبررسانی: مکانی برای گفتن اذان.
- مناره نماد پیروزی:در بعضی از پیروزی‌های مسلمانان مناره می‌ساختند.[۱]

## اجزاء
مناره‌ها از چهار جزء اصلی تشکیل شده‌اند:
- پایه یا سکو: مربعی شکل یا چندپهلو بوده که بدنه یا ساقه مناره در وسط آن قرار می‌گیرد. پایهٔ مناره رهروان اصفهان و مناره خسروگرد سبزوار مربعی شکل بوده و پایهٔ مناره گار، مناره سین و مناره زیار هشت ضلعی. برخی از مناره‌ها هم بدون سکو هستند مانند: مناره برسیان، مناره علی و مناره ساربان.
- ساقه: در ایران در مناره‌های پیش از اسلام اغلب مربعی شکل و در دوران اسلامی به شکل استوانه یا مخروطی ساخته می‌شده.
- سرپوش: مربع و هشت گوش که مهم‌ترین بخش مناره‌است.
- رأس: سایه‌بان که به اشکال مختلف ساخته می‌شود.[۳]

## تاریخچهٔ منارهٔ مساجد
نخستین منارهٔ مساجد در حدود سال ۴۵ هجری به درخواست والی عراق، زیاد بن ابیه، در مسجد جامع بصره برپا شد. بلافاصله پس از آن، به دستور حاکم مصر، چهار مناره به مسجد عمرو در فسطاط ملحق گردید و این در حالی است که در مصر، مناره‌های دیگری به مساجد اضافه می‌شدند.

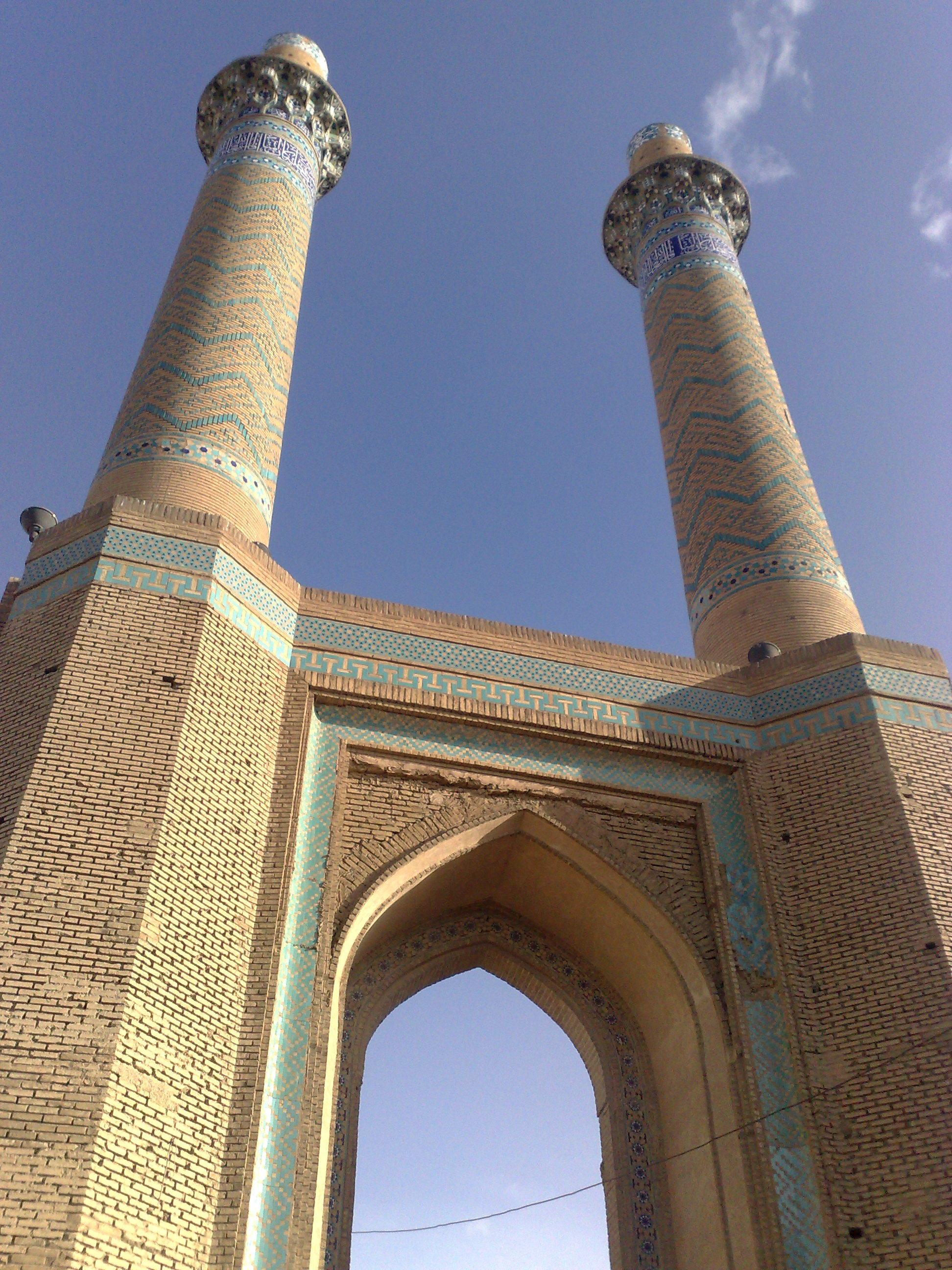
مناره دارالضیافه، اصفهان

امیر صادقی‌نژاد پژوهشگر تاریخ معماری در مقاله‌ای با عنوان؛ بازشناسی جایگاه مناره در معماری مساجد از نگاه فقه شیعه به بررسی ضرورت مناره در معماری مساجد از دیدگاه فقه شیعه دوازده امامی پرداخته‌است. نتایج حاصل از این پژوهش نمایانگر وجوه اشتراک و افتراق در نگرش قرآن و اجماع به ضرورت ایجاب مناره در مساجد است.

## بلندترین مناره‌های کهن
- قطب منار
- منار جام
- مناره ساربان

## مناره‌های اصفهان
به‌دلیل حضور سلجوقیان و صفویان که به این نوع معماری علاقه داشتند آمار مناره‌های اصفهان بالاست. مسجد گلیم اصفهان، مناره‌ای با ارتفاع بیش از یکصد متر داشت که بعضی از منابع تخریب آن را به مغول‌ها و تعدادی تخریبش را به تیموریان نسبت می‌دهند. در حال حاضر ۱۷ مناره در اصفهان با همکاری سازمان میراث فرهنگی به ثبت ملی رسیده‌اند.
در دورهٔ تیموریان در اصفهان مناره‌ای بود به نام «شاخ» که دلیلش استفاده از سر حیوانات شکاری در مصالح آن بوده‌است. ساخت منارهٔ مسجد علی به سدهٔ پنجم هجری برمی‌گردد و منارهٔ ساربان بین ۶۵۰ تا ۶۸۰ هجری در دورهٔ سلجوقیان ساخته شد و از نظر ارتفاع منحصر به فرد بود. منارهٔ «مسجد برسیان» در سال ۴۹۱ هجری قمری ساخته شد. منارجنبان نیز از مناره‌های کهن اصفهان است.

## ممنوعیت ساخت مناره‌ها در سوئیس
دولت سوئیس پس از یک همه‌پرسی ساخت مناره برای مساجد را ممنوع کرد. اولریش اشلوئر از رهبران مخالف ساخت مناره‌ها در مصاحبه‌ای مناره‌ها را سمبل ادعای برتری اسلام بر مسیحیت دانست. این اقدام با اعتراض گستردهٔ نهادهای اروپا و واتیکان روبه‌رو شد..

## نگارخانه

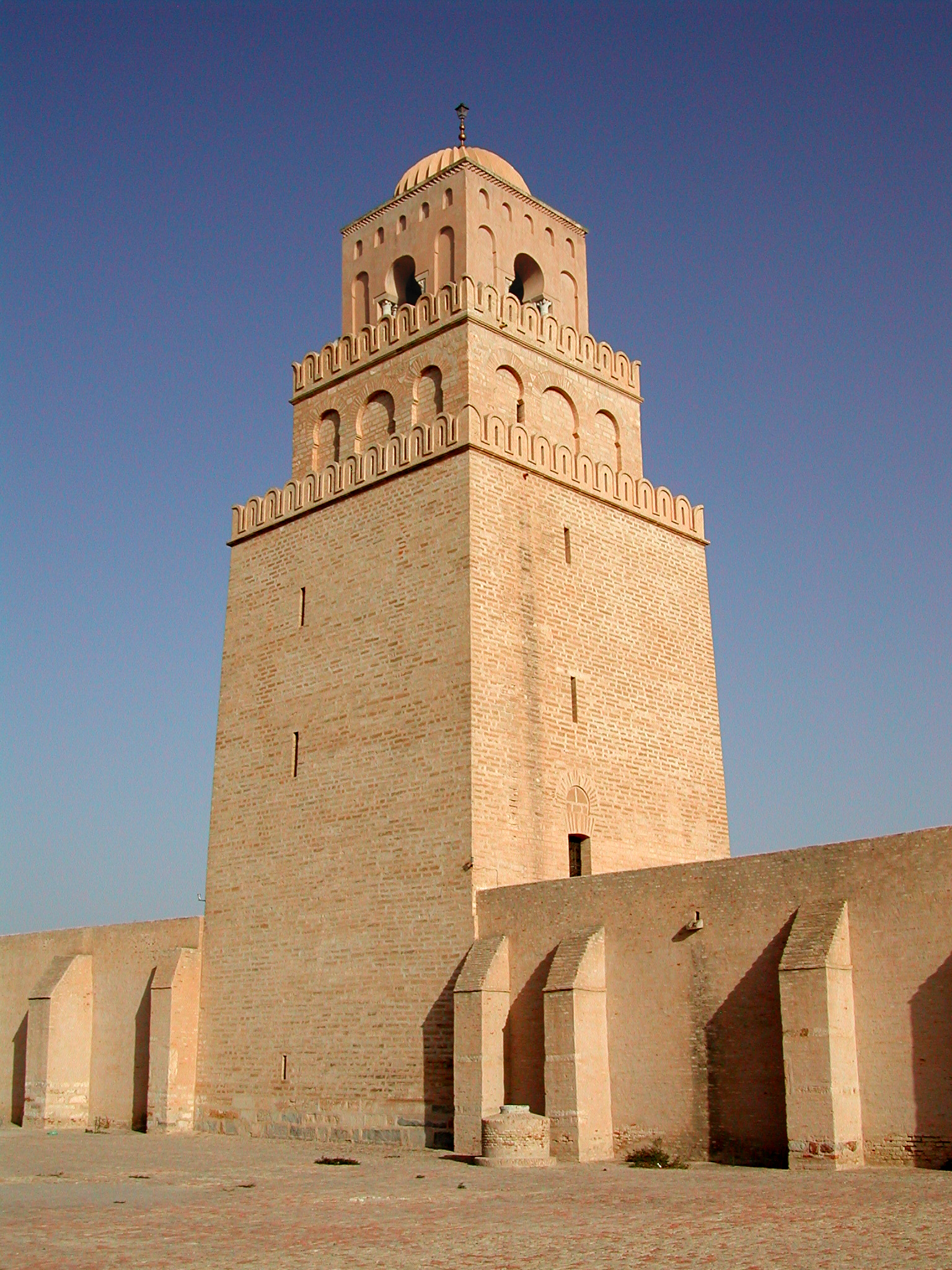
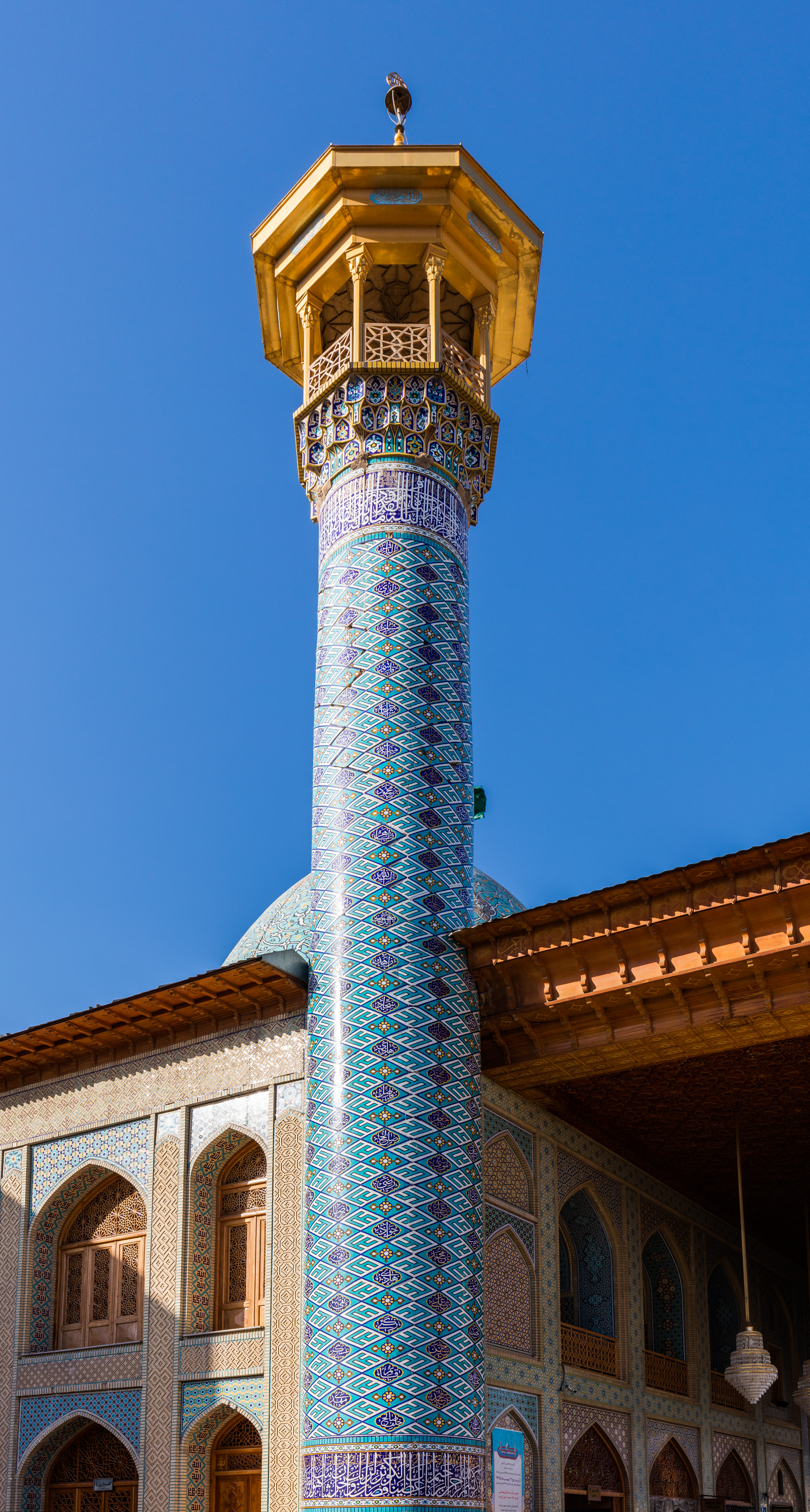
یکی از مناره‌های حرم شاه‌چراغ
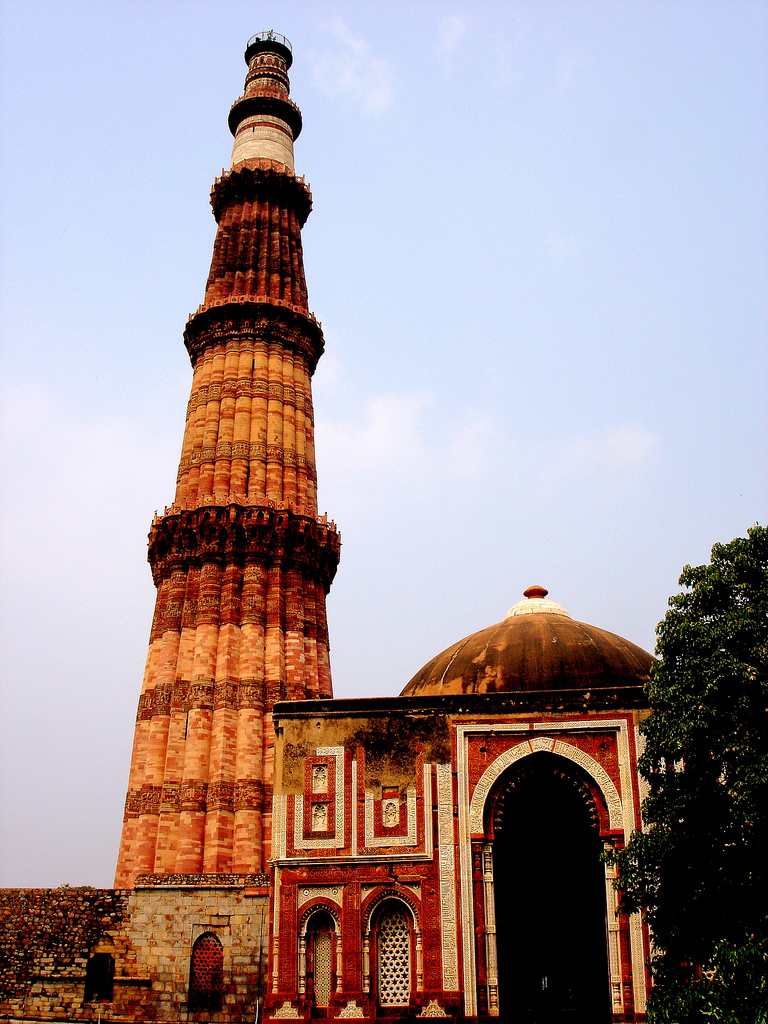
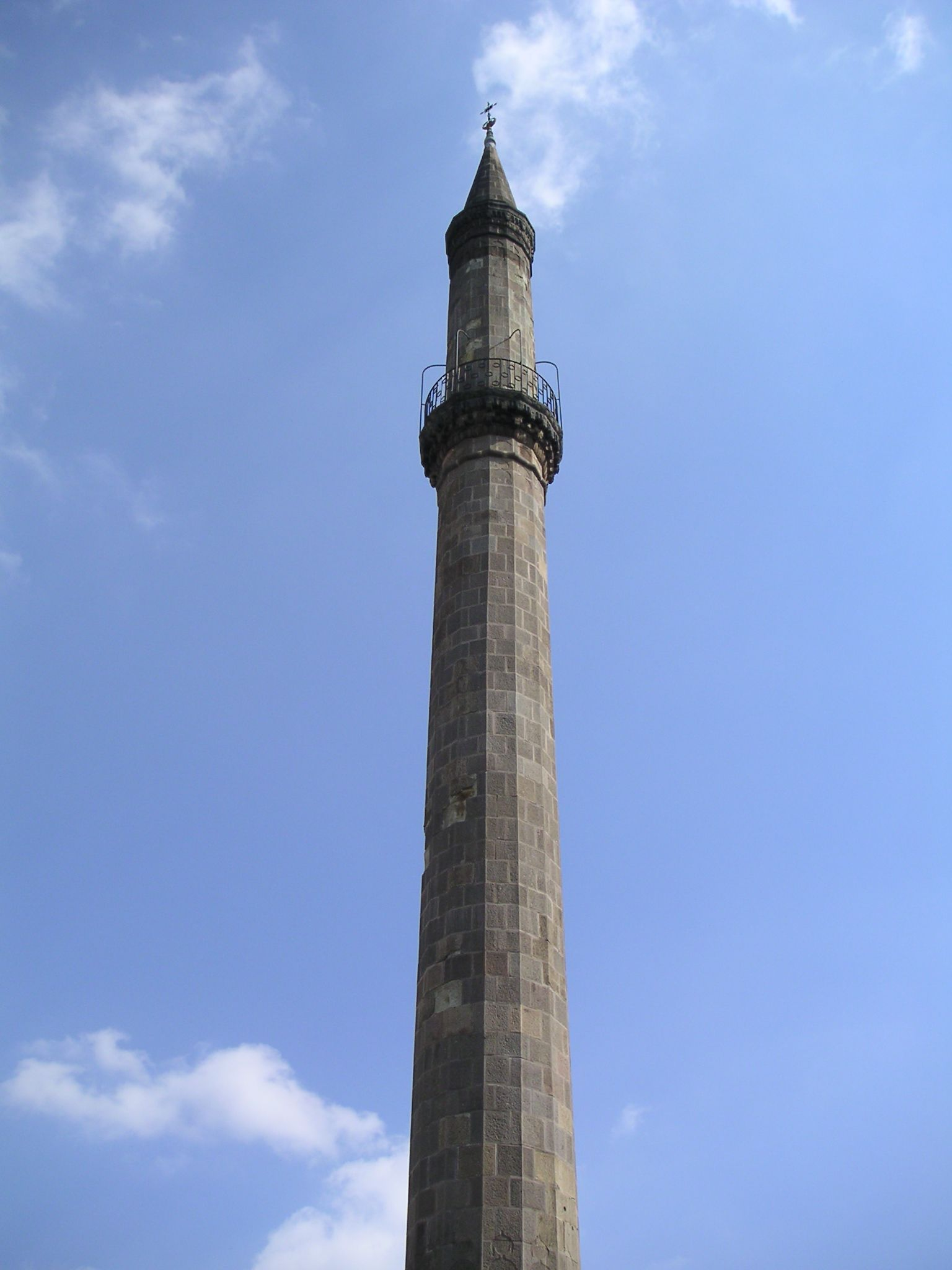
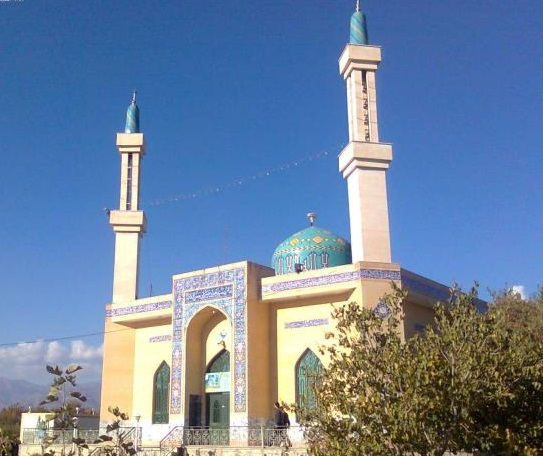
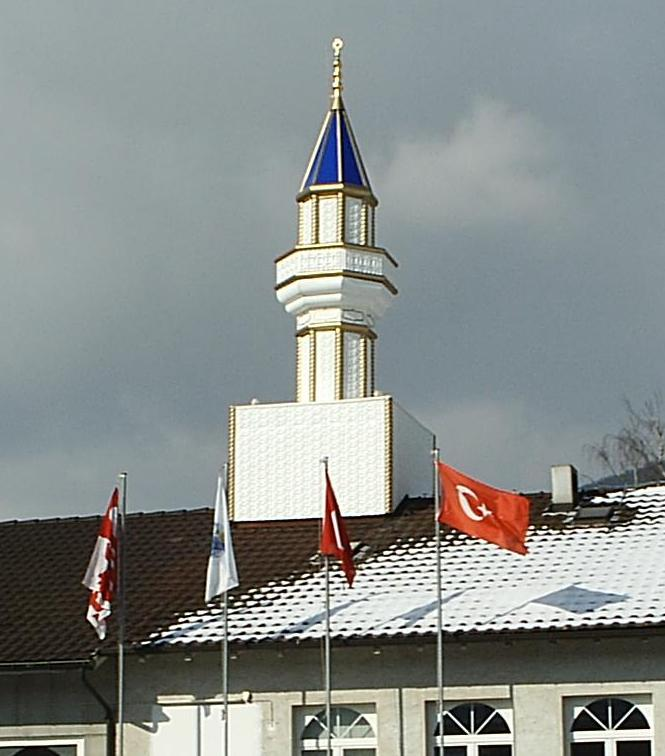
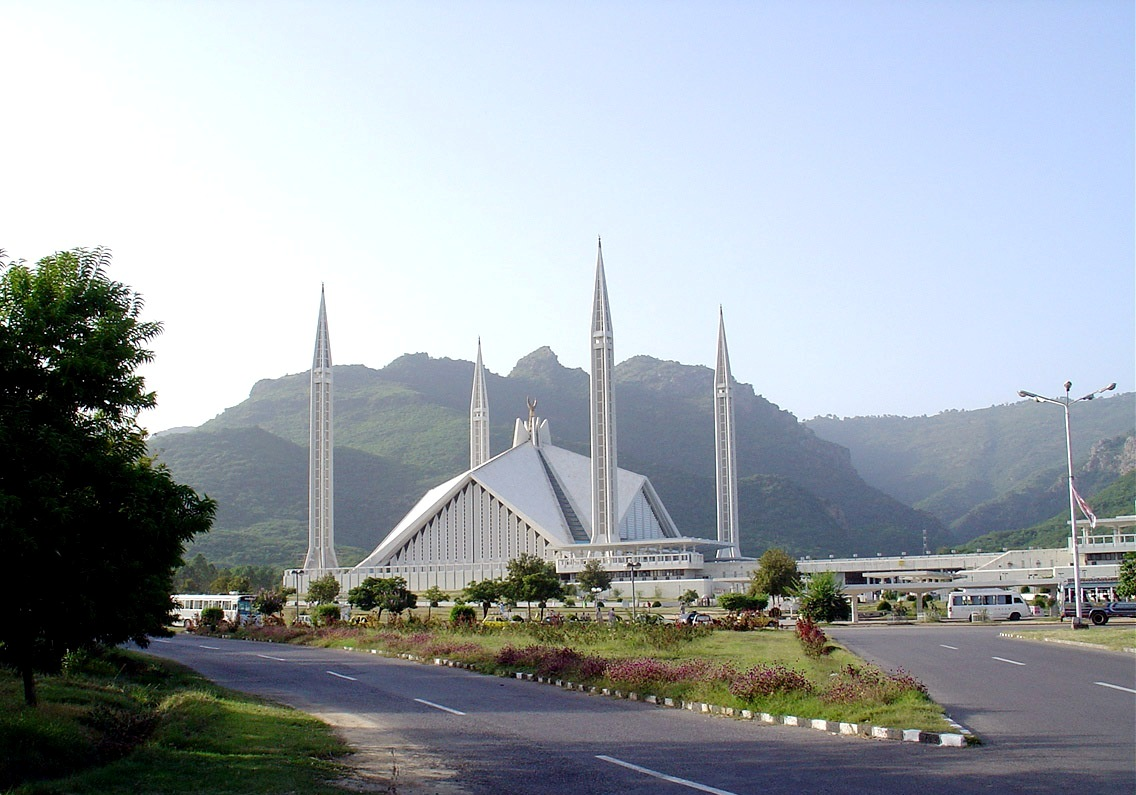
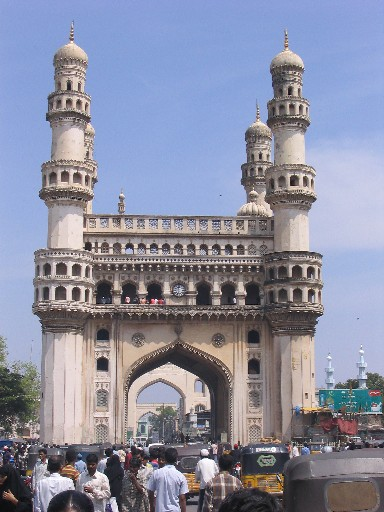
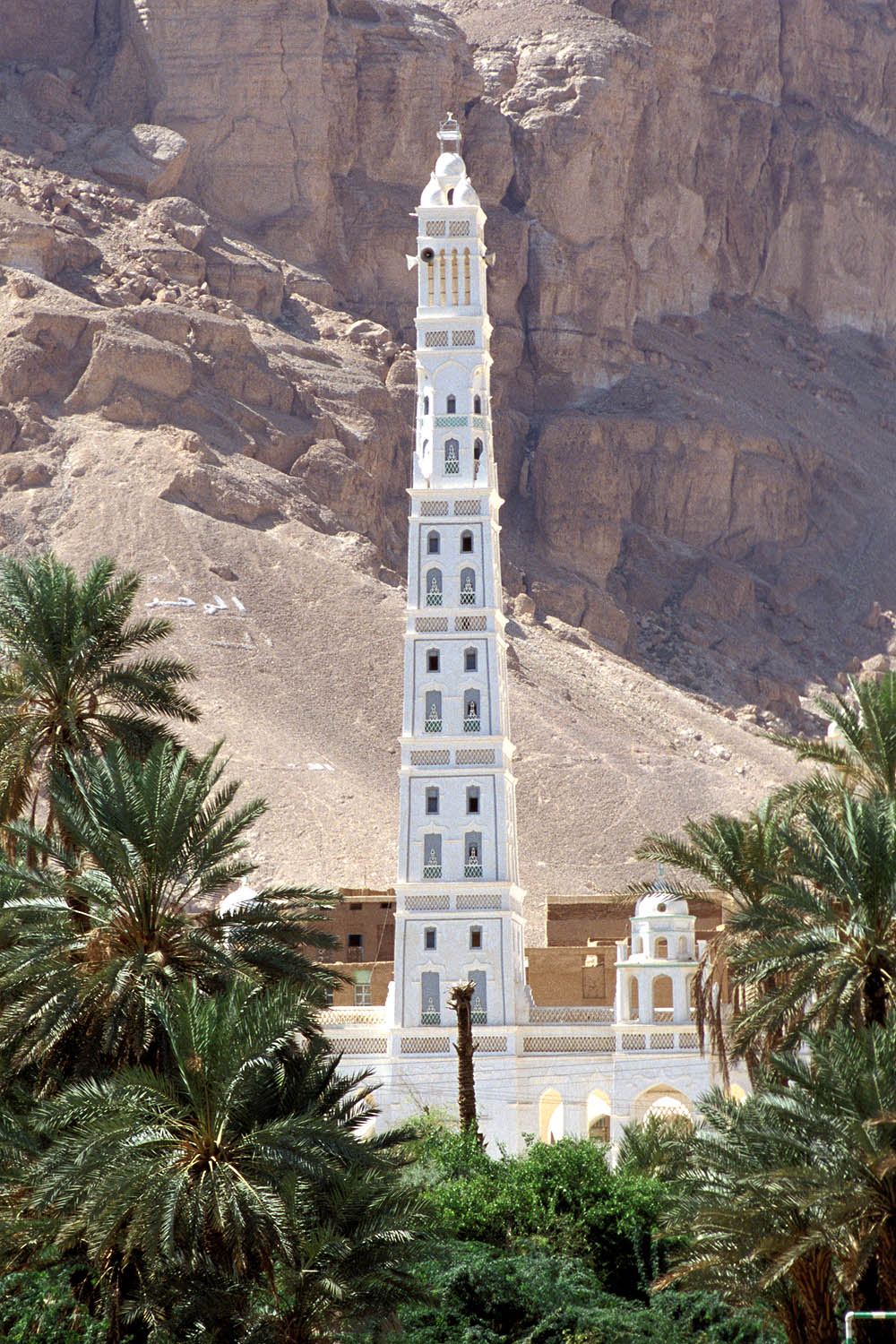
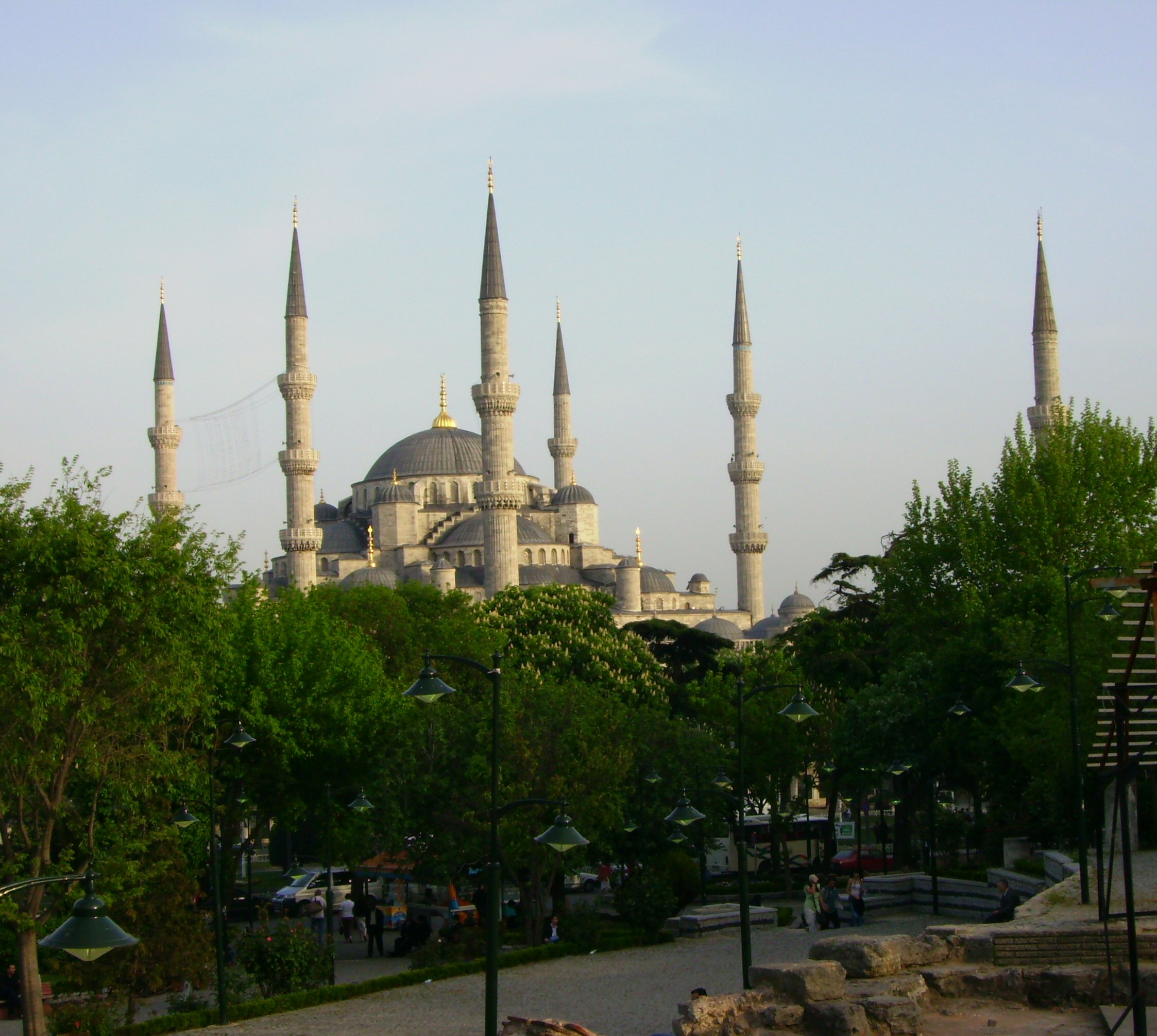
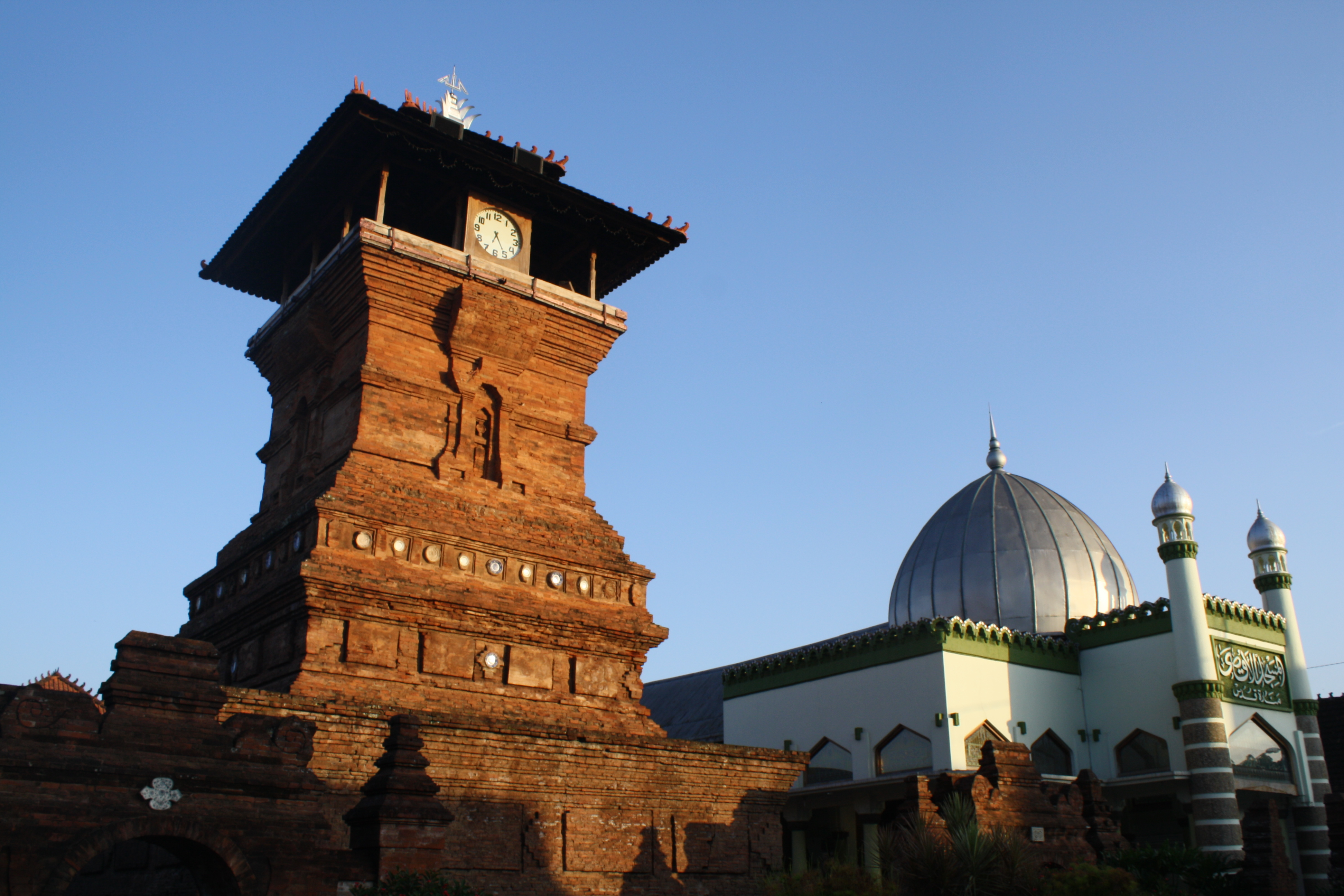
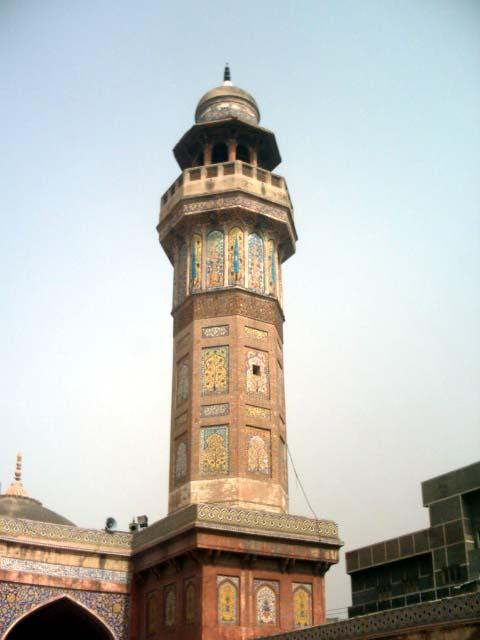
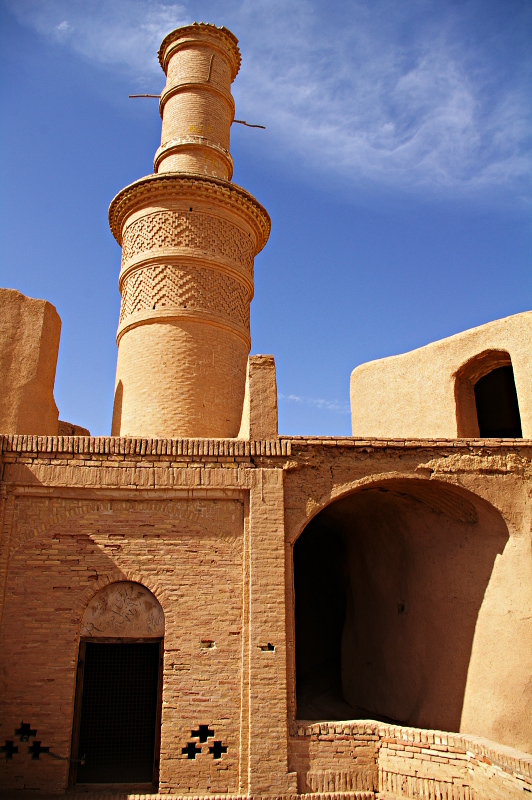
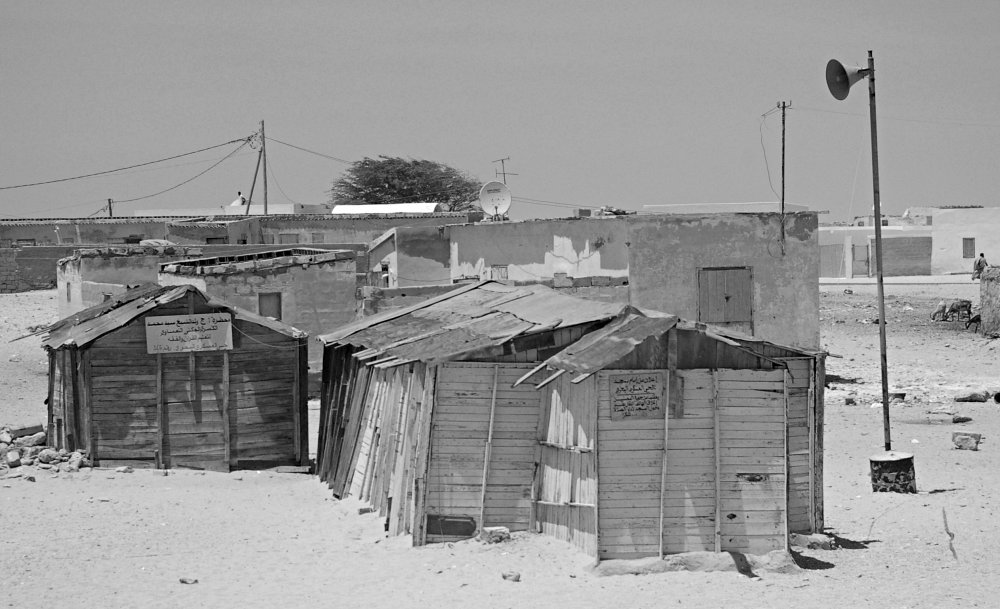
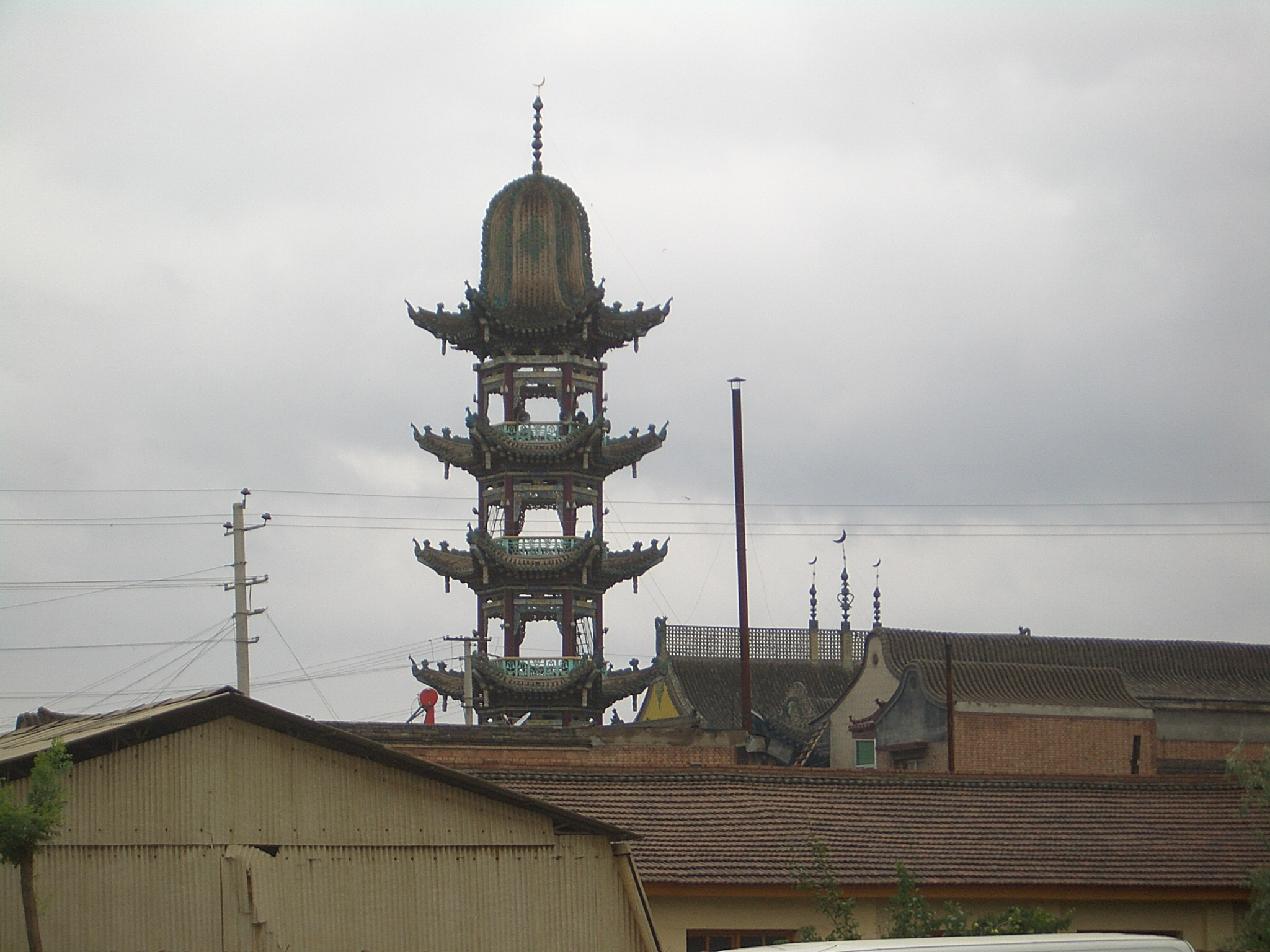
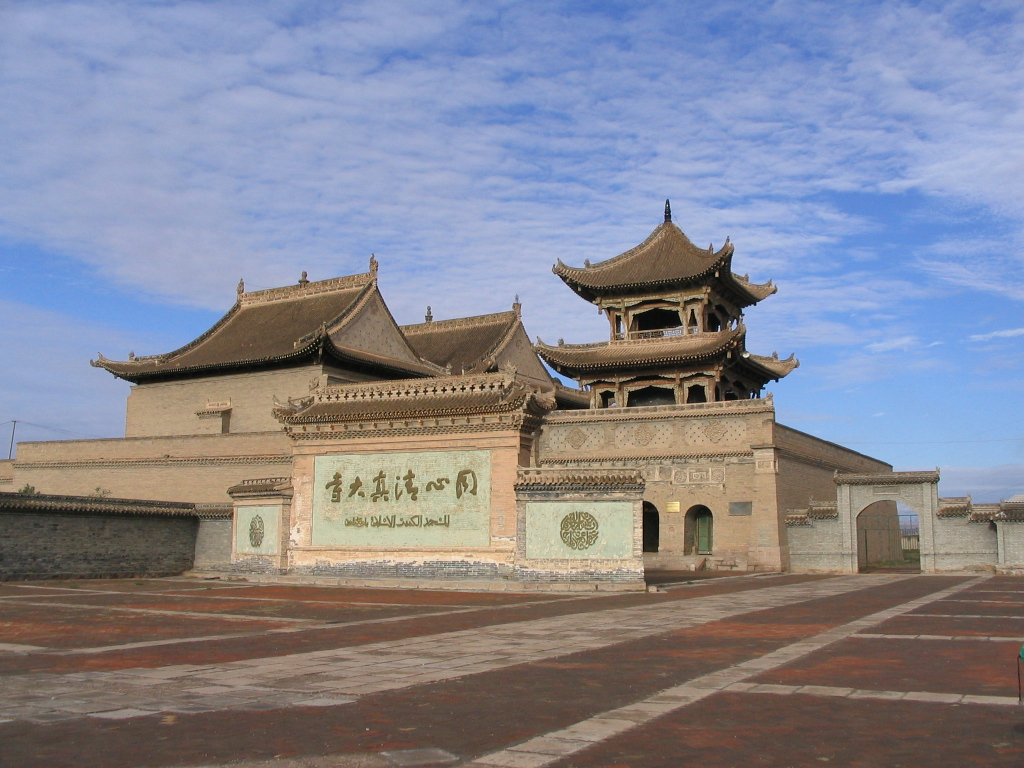
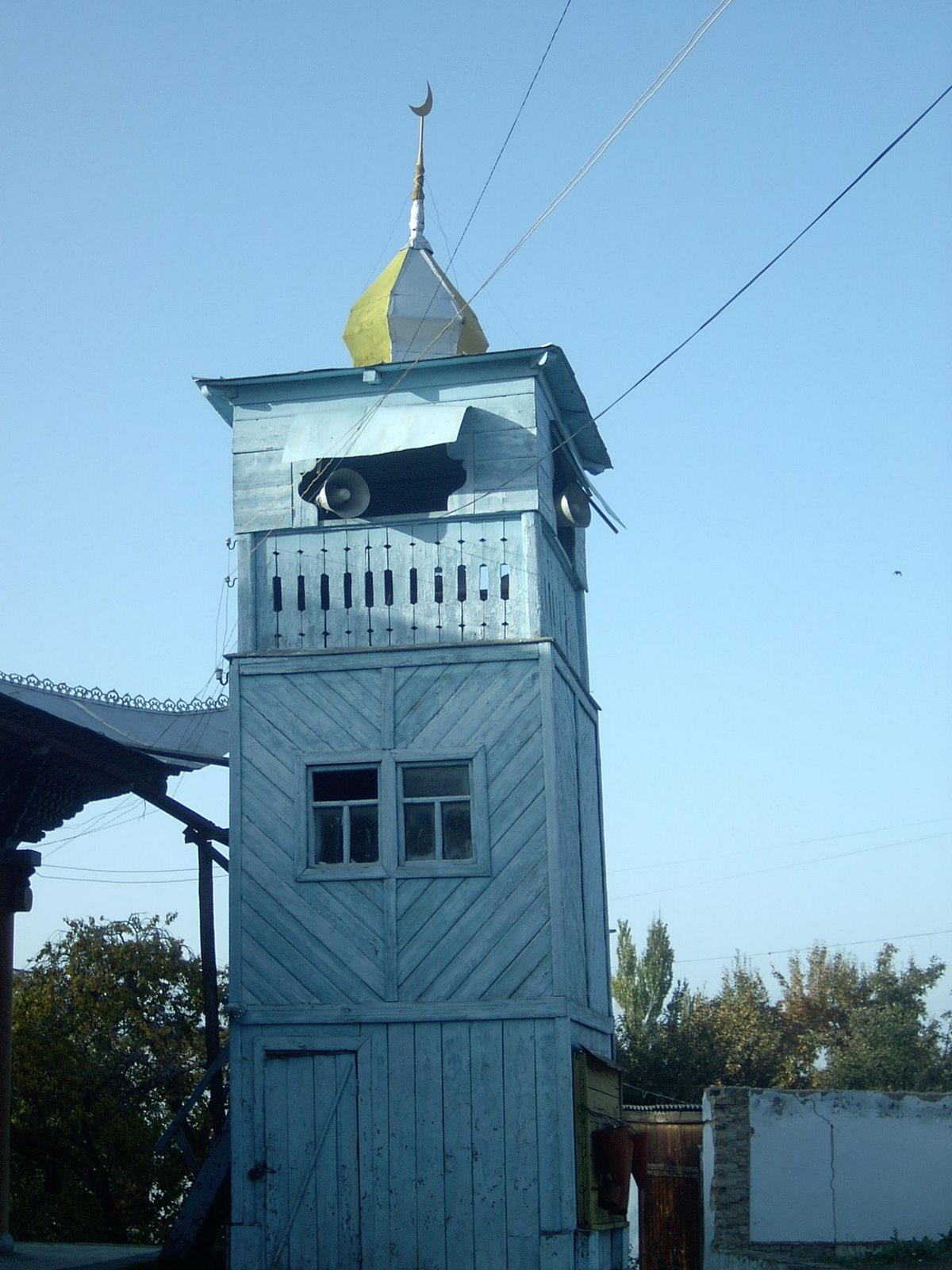
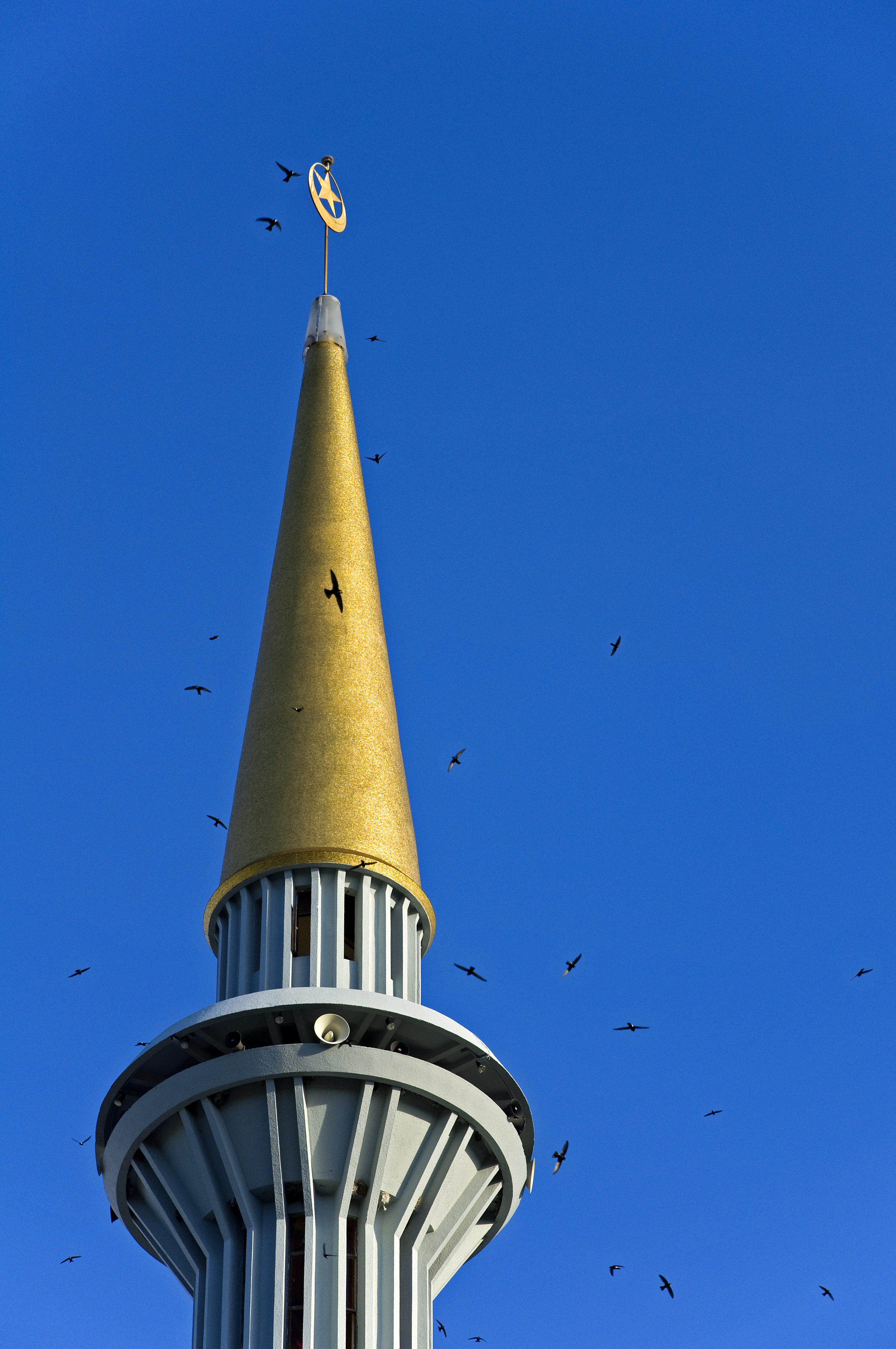
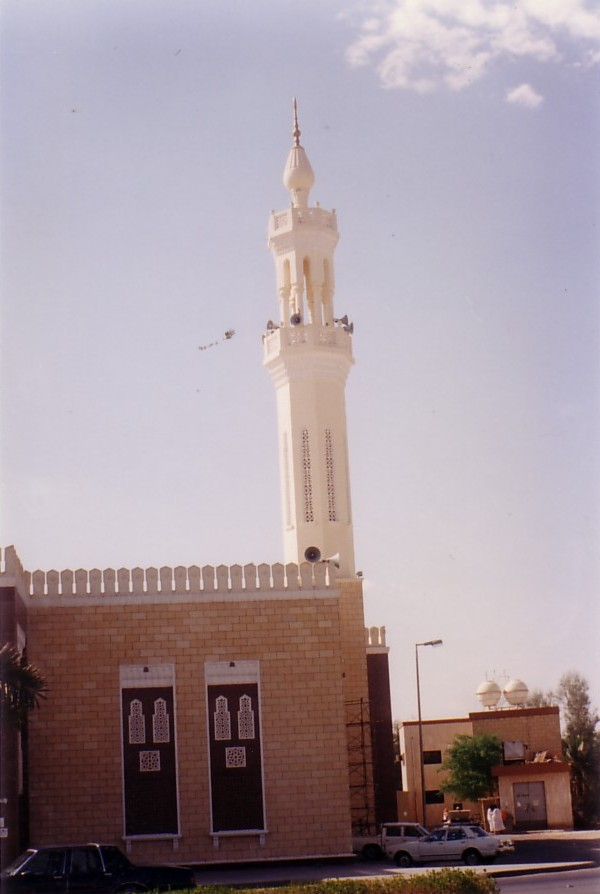
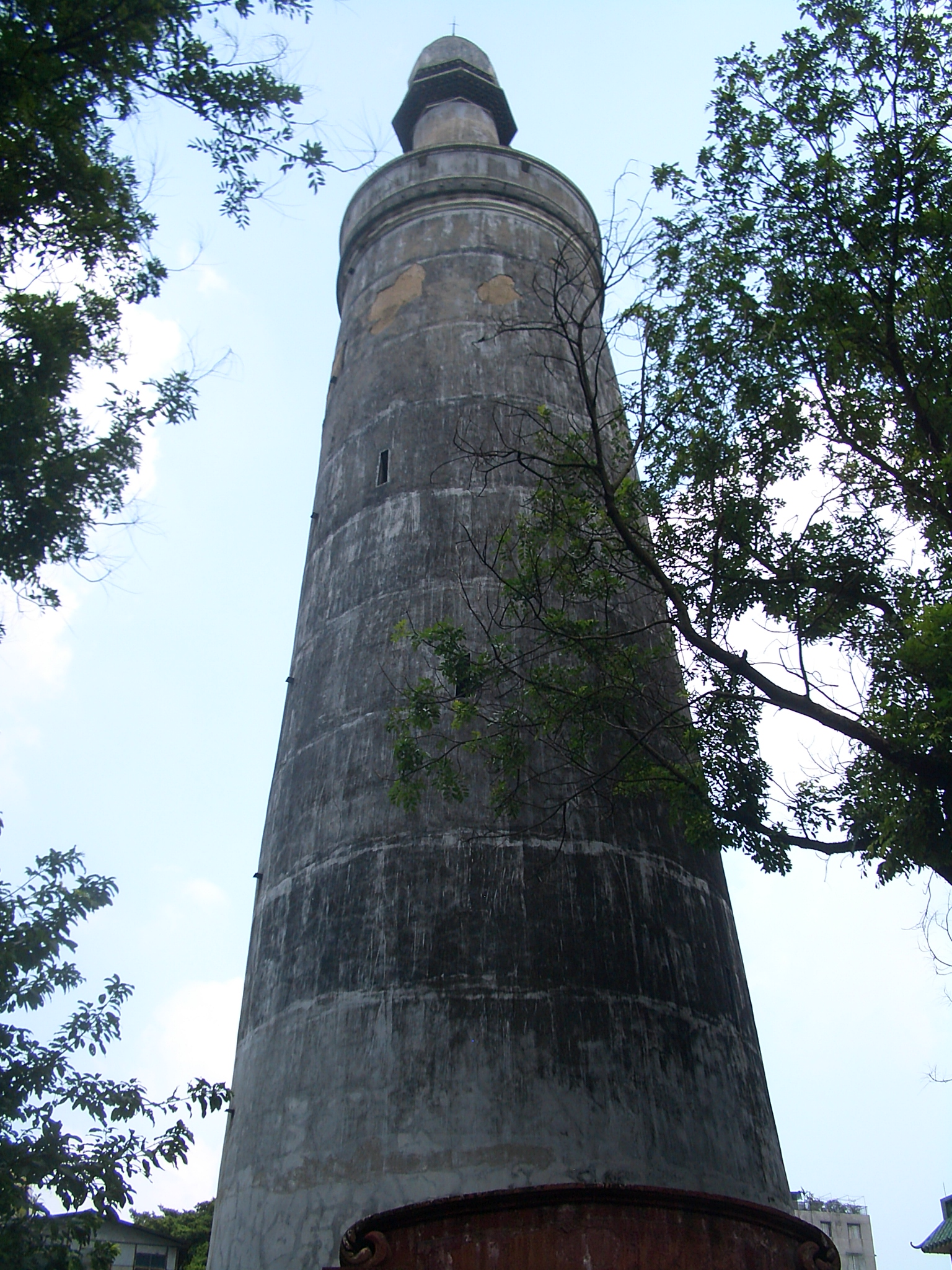
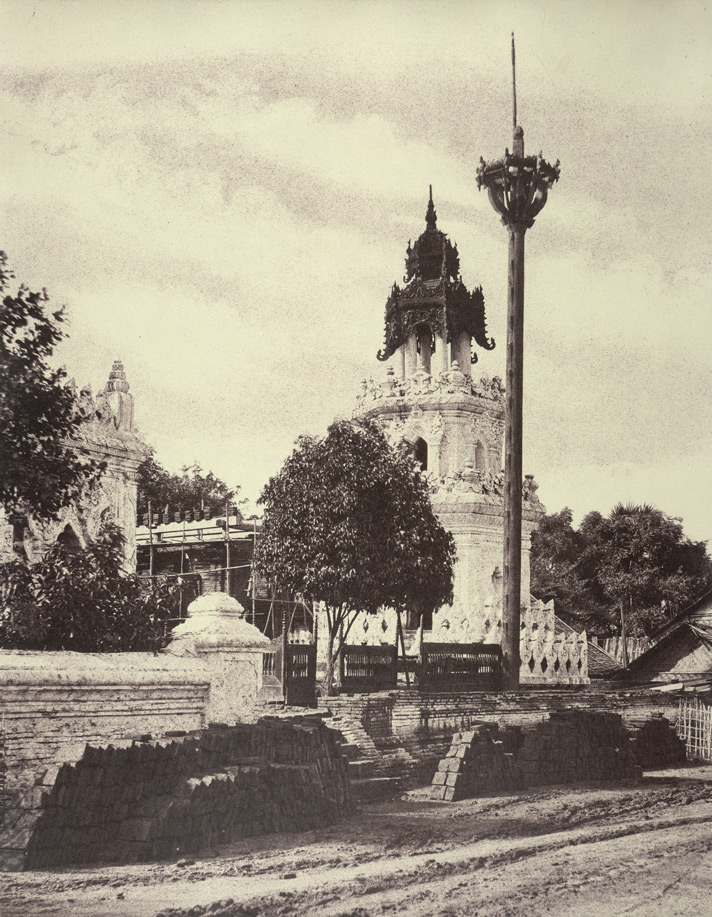
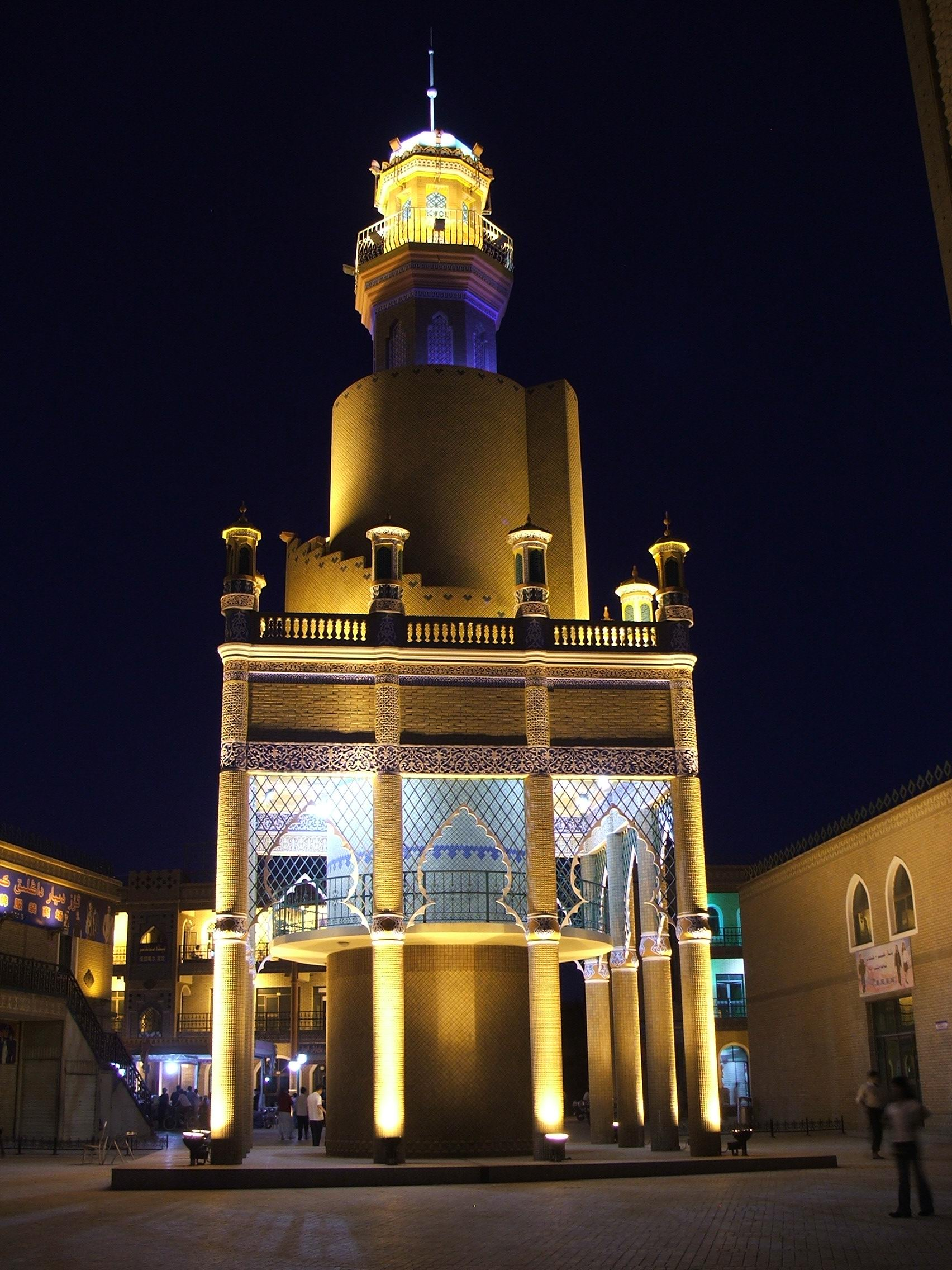
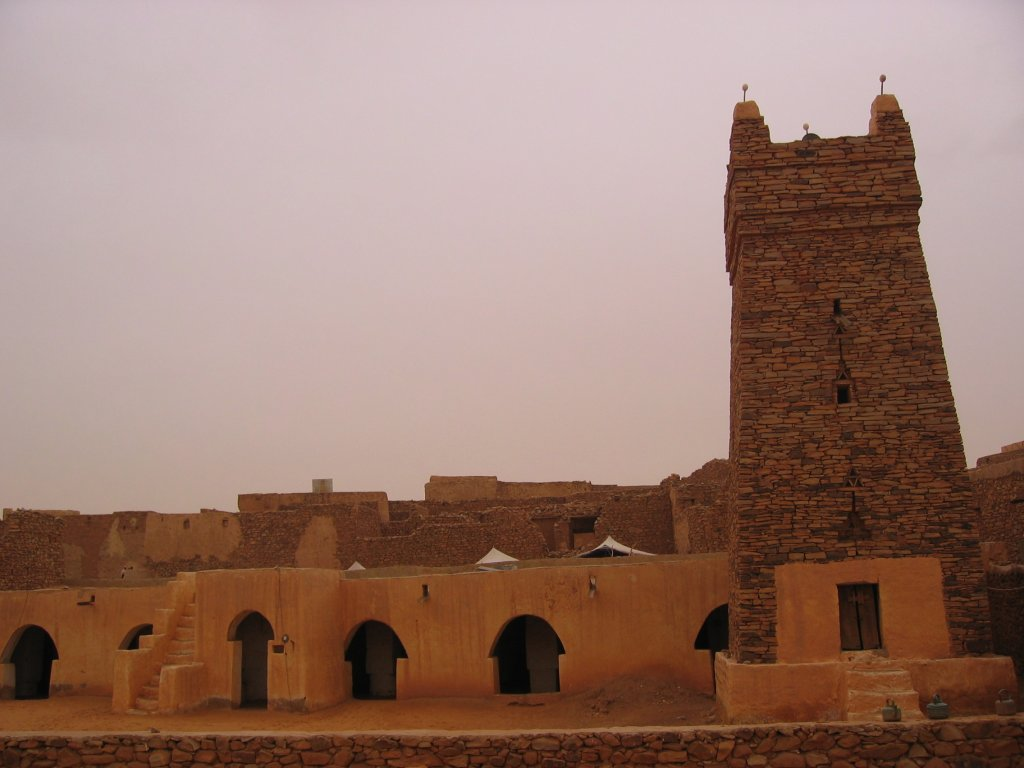
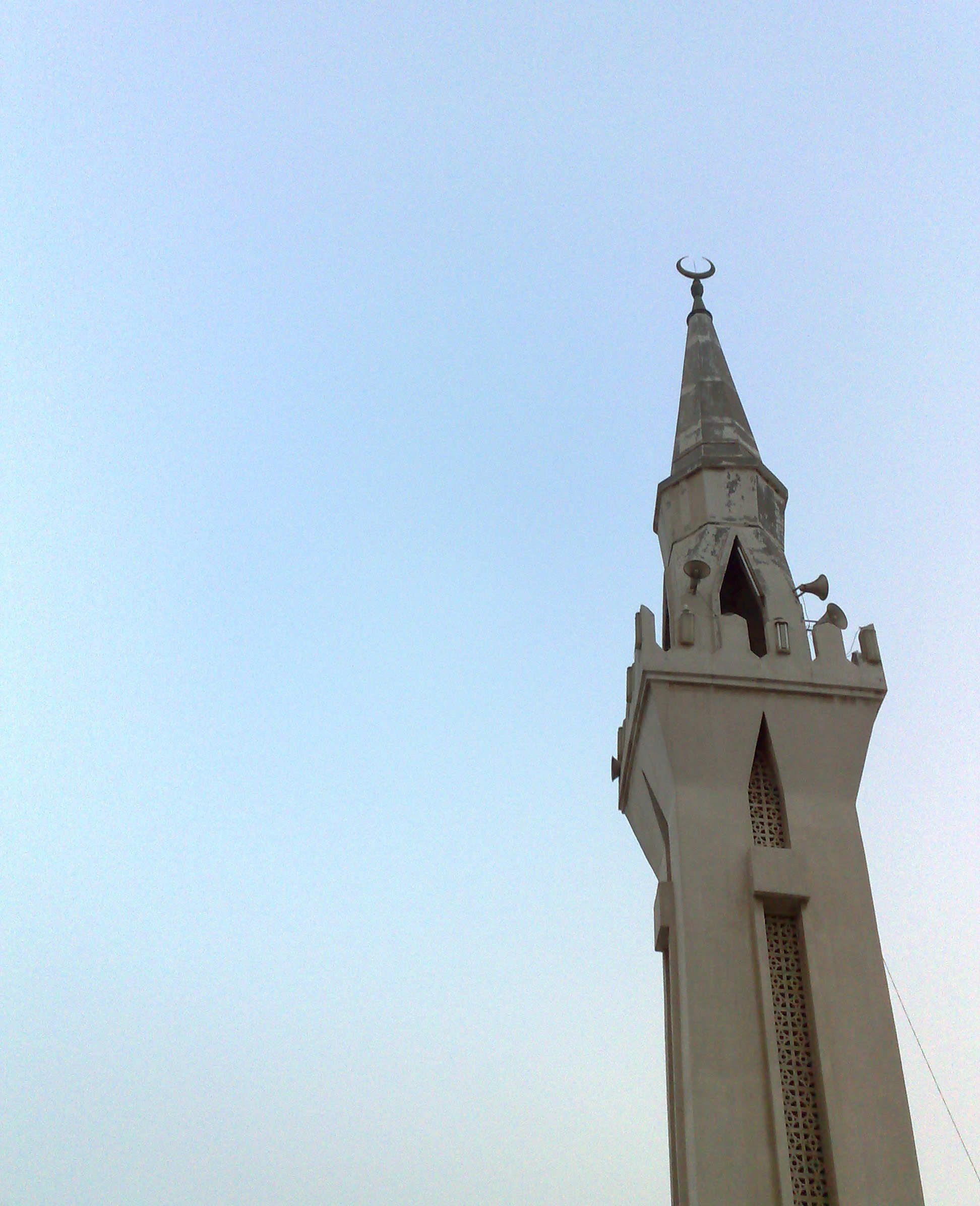
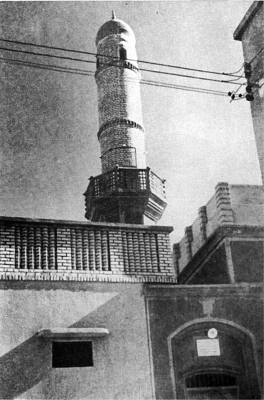
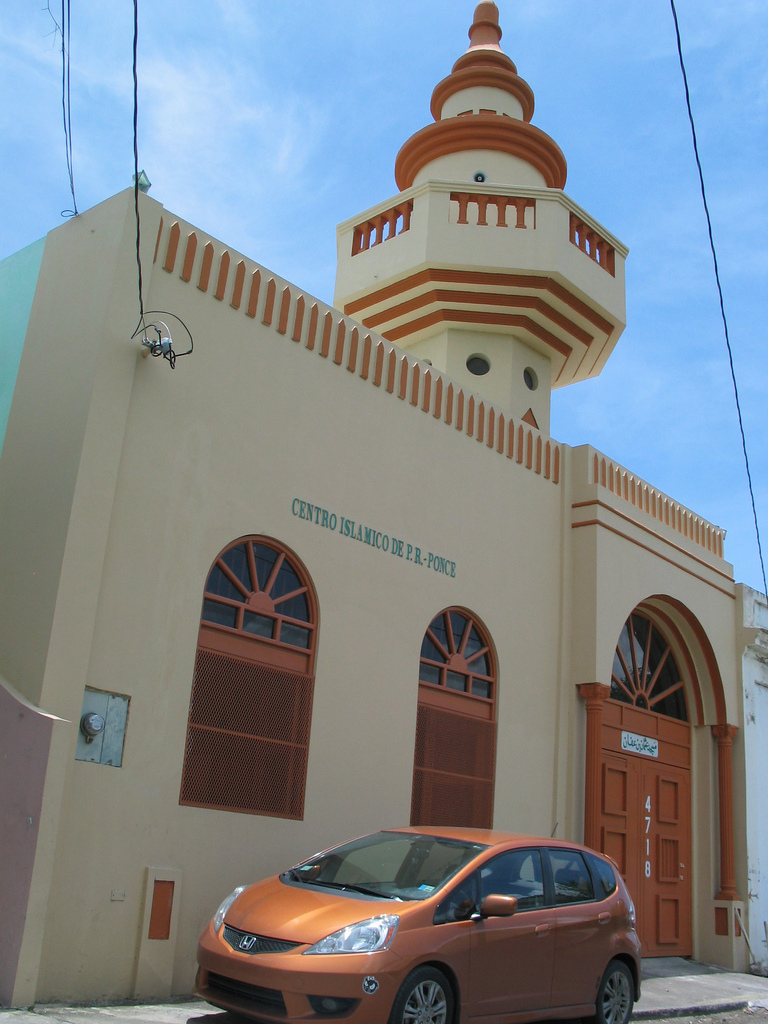
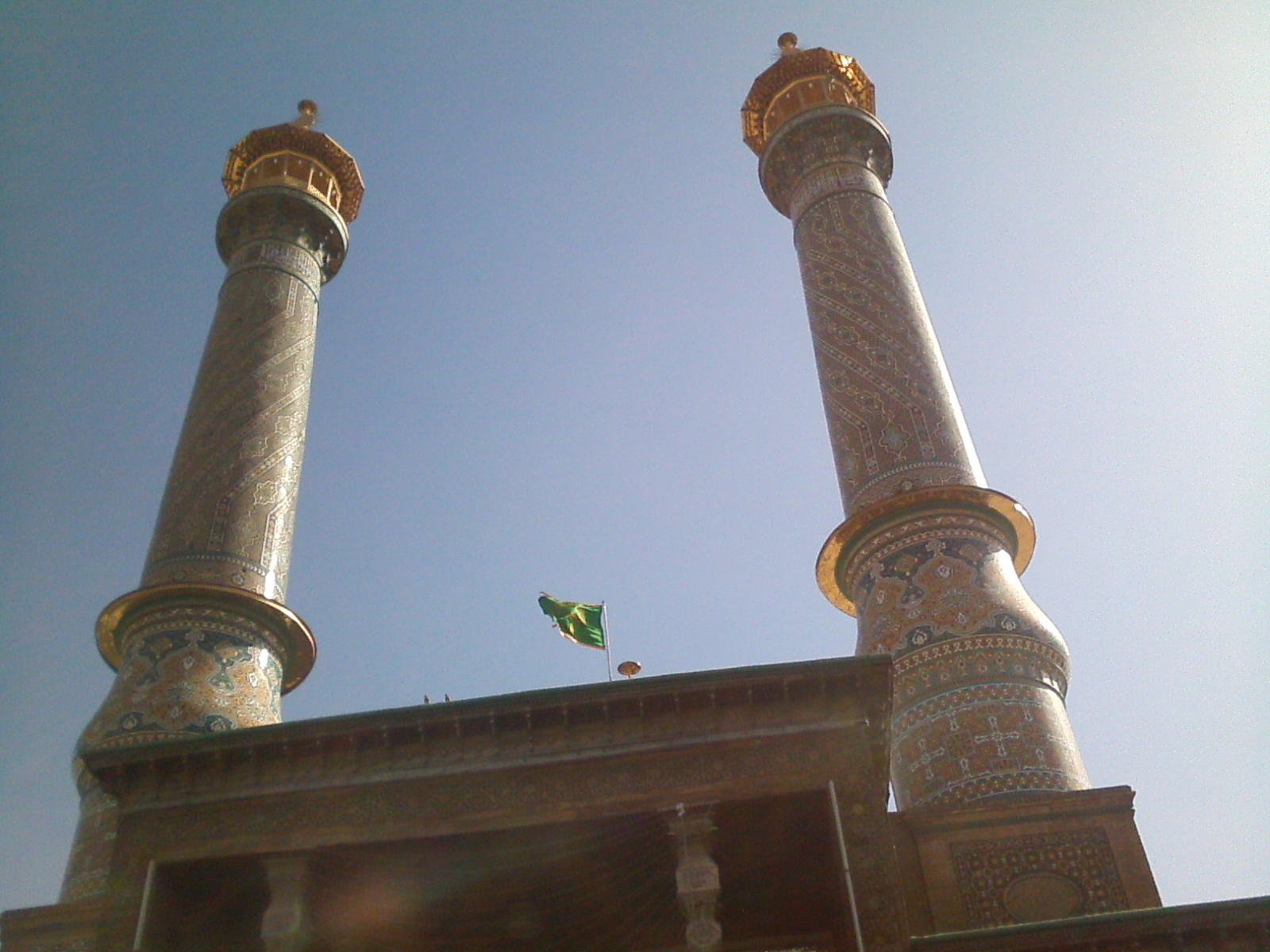
مناره شاه عبدالعظیم